# Мальмьогус

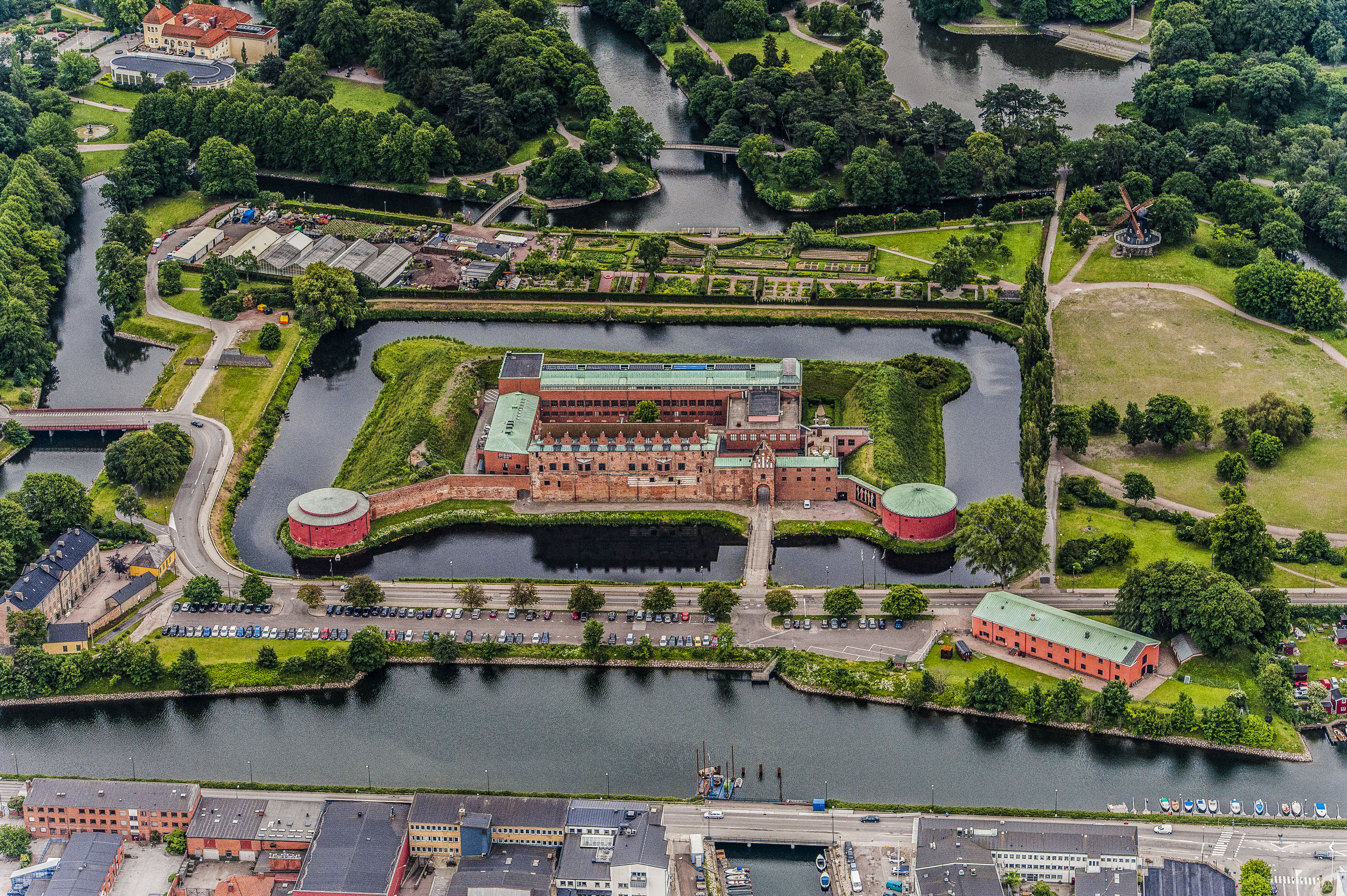
Мальмьогус у 2011.

Мальмьогус (швед. Malmöhus, дан. Malmøhus) — замок у стилі ренесанс, розташований у Мальме, у провінції Сконе,в південній Швеції.

## Історія
Перший замок на місці Мальмьогуса був заснований в 1434 році королем Еріком Померанським. Ця споруда була частково зруйнована на початку XVI століття, а нова будівля була збудована на її місці в 1530-х за розпорядженням короля Данії Крістіана III. Мальмьогус був одним із найважливіших фортець у Данії.
Замок п'ять років (1568 -- 1573) був в'язницею для Джеймса Гепберна, 4-го графа Ботвелла, третього чоловіка Марії І Стюарт, королеви Шотландії. Він був взятий під варту за наказом данського короля-протестанта Фредеріка II, коли корабель графа сів на мілину в Бергені (Норвегія) під час шторму. Гепберн був відправлений на ув'язнення в замок Мальме, хоча раніше був звільнений з Тауера через відсутність доказів у вбивстві другого чоловіка Марії, Генріха Стюарта, лорда Дарнлі. Будучи нежонатим, Фридерік II домагався руки Єлизавети I і був нагороджений орденом Підв'язки. Деякі джерела вказують на можливу іншу причину полону графа, припускаючи, що король Данії сподівався отримати викуп від Шотландії. Однак граф Ботвелл помер в 1578 в замку Драґсгольм, в Зеландії, куди він був переміщений після перших п'яти років ув'язнення в данському полоні, ніколи не будучи предметом дансько-шотландських переговорів про його звільнення.
У 1658 провінція Сконе вкотре перейшла до Швеції. У 1662 навколо фортеці збудували чотири бастіони, а решту споруд оснастили  гарматами. Все це дозволило замку пережити через кілька років чотиримісячну облогу данців. У наступному столітті війни між данцями та шведами припинилися, Мальме втратив свою колишню значимість, а будівлі замку стали використовуватися як збройові та продовольчі склади. Потім там до 1909 існувала в'язниця, після чого Мальмьогус був відреставрований і перетворений на музей. Бастіони та укріплення за його межами були знесені, а на їхньому місці був влаштовано парк .